# 1059
| [ Edytuj tabelę ]          |                                                           |
| Książę Polski              | - 1058 Bolesław II Szczodry 1076                          |
| Król Angkoru               | - 1048 Udajaditjawarman II 1066                           |
| Król Anglii                | - 1042 Edward Wyznawca 1066                               |
| Król Aragonii i Nawarry    | - 1035 Ramiro I 1063                                      |
| Hrabia Barcelony           | - 1035 Rajmund Berengar I 1076                            |
| Książę Bawarii             | - 1055 Henryk VIII 1061                                   |
| Książę Burgundii           | - 1032 Robert I 1076                                      |
| Cesarz Bizancjum           | - 1057 Izaak I Komnen 1059 - 1059 Konstantyn X Dukas 1067 |
| Cesarz Chin                | - 1022 Song Renzong 1063                                  |
| Książę Czech               | - 1055 Spitygniew II 1061                                 |
| Król Danii                 | - 1047 Swen II Estrydsen 1074                             |
| Władca Egiptu              | - 1036 Al-Mustansir 1094                                  |
| Król Francji               | - 1031 Henryk I 1060                                      |
| Król Gruzji                | - 1027 Bagrat IV 1072                                     |
| Hrabia Holandii            | - 1049 Floris I 1061                                      |
| Cesarz Japonii             | - 1045 Go-Reizei 1068                                     |
| Kalif                      | - 1031 Al-Ka’im 1075                                      |
| Król Kastylii              | - 1035 Ferdynand I Wielki 1065                            |
| Wielki książę Kijowa       | - 1054 Izjasław I 1068                                    |
| Patriarcha Konstantynopola | - 1059 Konstantyn III Lichudes 1063                       |
| Władca Korei               | - 1046 Munjong 1083                                       |
| Król Leónu                 | - 1037 Ferdynand I Wielki 1065                            |
| Władca Maroka              | - 1056 Abu Bakr ibn Umar 1070                             |
| Król Norwegii              | - 1045 Harald III Srogi 1066                              |
| Książę Obodrzyców          | - 1043 Gotszalk 1066                                      |
| Hrabia Palatynatu          | - 1045 Henryk I ze Szwabii 1061                           |
| Papież                     | - 1058 antypapież Benedykt X 1059 - 1059 Mikołaj II 1061  |
| Hrabia Portugalii          | - 1050 Nuno II 1071                                       |
| Książę Saksonii            | - 1011 Bernard II 1059 - 1059 Ordulf 1072                 |
| Sułtan Seldżuków           | - 1055 Tughril Beg 1063                                   |
| Król Szkocji               | - 1058 Malcolm III 1093                                   |
| Król Szwecji               | - 1050 Emund Stary 1060                                   |
| Doża Wenecji               | - 1043 Domenico Contarini 1071                            |
| Król Węgier                | - 1047 Andrzej I 1061                                     |

Rok 1059 / MLIX
stulecia: X wiek ~
XI wiek ~
XII wiek

lata: 1049 «
1054 «
1055 «
1056 «
1057 «
1058 «
1059
» 1060
» 1061
» 1062
» 1063
» 1064
» 1069

## Wydarzenia na świecie
- 2 lutego – Konstantyn III Lichudes rozpoczął sprawowanie funkcji patriarchy Konstantynopola, był patriarchą do 10 sierpnia 1063.
- 13 kwietnia – papież Mikołaj II na synodzie laterańskim promulgował dekret In Nomine Domini, którym przyznał prawo wyboru papieża kolegium kardynalskiemu.
- 14 kwietnia – papież Mikołaj II wprowadził konklawe jako jedyny słuszny sposób wyboru papieża.
- 23 maja – Filip I został koronowany vivente rege na króla Francji.
- 23 sierpnia - papież Mikołaj II przyjął hołd lenny od Roberta Guiscarda i Ryszarda I Drengota nadając im tytuł książąt południowej Italii[1].

## Urodzili się
- Fojian Huiqin, mistrz chan, (zm. 1117)

## Zmarli
- 21 stycznia – Michał I Cerulariusz, bizantyjski duchowny prawosławny, patriarcha Konstantynopola (ur. ok. 1000)
- 15 maja lub 9 października – Aaron, biskup krakowski, arcybiskup, pierwszy opat benedyktynów tynieckich (ur. ?)
- 29 czerwca – Bernard II, książę Saksonii (ur. ok. 995)
- 6 października – Giselbert Luksemburski, hrabia Luksemburga (ur. 1007)